# Штурм Байбурта
Штурм Байбурта — одно из сражений русско-турецкой войны 1828—1829 годов на Кавказском театре военных действий, произошедшее 27 сентября (9 октября) 1829 года.
После ухода в августе 1829 года русских войск из Байбурта, укрепления которого командующий российскими войсками на Кавказском ТВД генерал-адъютант граф Паскевич приказал взорвать, турецкие войска и ополчение лазов вновь заняли городок и к концу сентября сосредоточили в нем значительные силы, чтобы оттуда начать наступление в сторону Эрзерума.
Паскевич, желая упредить действия противника, 24 сентября снова выступил из Эрзерума к Байбурту с отрядом в 8 батальонов, 6 конных полков, при 34 орудиях и подошел к нему 26-го вечером. Узнав по дороге, что у Байбурта находится около 12 тысяч турок при 6 орудиях, и что противник ожидает прибытия подкреплений из Балахора, Паскевич решил предупредить соединение турецких отрядов и стал наступать на Байбурт с западной стороны, то есть со стороны Балахора. Обход начался в 5 часов утра. Турки сделали вылазку у села Арузги, но были отбиты, и авангард, преследуя турок, занял Арузгу и высоты над Байбуртом.
Паскевич решил воспользоваться тем, что отбитая колонна турок, производившая вылазку, остановилась в расстоянии картечного выстрела от авангарда и приказал своим войскам атаковать противника, чтобы, преследуя его, ворваться в городок. Русские войска ворвались в Байбурт, защитники которого бежали. Турки потеряли около 700 человек убитыми и 1236 пленными, а также 6 орудий и 12 знамен.